# Temporada 2018 del Campeonato de F3 de las Américas
La temporada 2018 del Campeonato de F3 de las Américas fue la primera edición de dicho campeonato. Comenzó en agosto en Pittsburgh International Race Complex y finalizó en octubre en el Circuito de las Américas, el mismo día del Gran Premio de los Estados Unidos de Fórmula 1.

## Equipos y pilotos
Lista de participantes del campeonato.
| Equipo               | N.º | Pilotos                | Rondas |
| -------------------- | --- | ---------------------- | ------ |
| Abel Motorsports     | 8   | Kyle Kirkwood          | Todas  |
| Abel Motorsports     | 51  | Jacob Abel             | 3-6    |
| Global Racing Group  | 9   | Baltazar Leguizamón    | Todas  |
| Global Racing Group  | 24  | Benjamin Pedersen      | 2, 4-6 |
| Global Racing Group  | 66  | Parker Locke           | 4-6    |
| Importante Autosport | 13  | Peter Portante         | 1      |
| Southern Motorsports | 61  | John Paul Southern Jr. | Todas  |
| Howard Motorsports   | 81  | David Glassman         | 5      |

## Resultados
| Ronda | Ronda | Circuito                                      | Fecha               | Pole Position       | Vuelta rápida       | Piloto ganador      | Equipo ganador      |
| ----- | ----- | --------------------------------------------- | ------------------- | ------------------- | ------------------- | ------------------- | ------------------- |
| 1     | C1    | Pittsburgh International Race Complex, Wampum | 4 de agosto         | Baltazar Leguizamón | Kyle Kirkwood       | Kyle Kirkwood       | Abel Motorsports    |
| 1     | C2    | Pittsburgh International Race Complex, Wampum | 5 de agosto         |                     | Kyle Kirkwood       | Kyle Kirkwood       | Abel Motorsports    |
| 1     | C3    | Pittsburgh International Race Complex, Wampum | 5 de agosto         | Kyle Kirkwood       | Kyle Kirkwood       | Abel Motorsports    |                     |
| 2     | C4    | Mid-Ohio Sports Car Course, Lexington         | 10 de agosto        | Kyle Kirkwood       | Kyle Kirkwood       | Kyle Kirkwood       | Abel Motorsports    |
| 2     | C5    | Mid-Ohio Sports Car Course, Lexington         | 10 de agosto        |                     | Kyle Kirkwood       | Kyle Kirkwood       | Abel Motorsports    |
| 2     | C6    | Mid-Ohio Sports Car Course, Lexington         | 11 de agosto        | Kyle Kirkwood       | Kyle Kirkwood       | Abel Motorsports    |                     |
| 3     | C7    | New Jersey Motorsports Park, Millville        | 14-16 de septiembre | Kyle Kirkwood       | Kyle Kirkwood       | Kyle Kirkwood       | Abel Motorsports    |
| 3     | C8    | New Jersey Motorsports Park, Millville        | 14-16 de septiembre |                     | Kyle Kirkwood       | Kyle Kirkwood       | Abel Motorsports    |
| 3     | C9    | New Jersey Motorsports Park, Millville        | 14-16 de septiembre | Kyle Kirkwood       | Baltazar Leguizamón | Global Racing Group |                     |
| 4     | C10   | Road Atlanta, Braselton                       | 21-23 de septiembre | Kyle Kirkwood       | Kyle Kirkwood       | Kyle Kirkwood       | Abel Motorsports    |
| 4     | C11   | Road Atlanta, Braselton                       | 21-23 de septiembre |                     | Kyle Kirkwood       | Kyle Kirkwood       | Abel Motorsports    |
| 4     | C12   | Road Atlanta, Braselton                       | 21-23 de septiembre | Parker Locke        | Kyle Kirkwood       | Abel Motorsports    |                     |
| 5     | C13   | NOLA Motorsports Park, Avondale               | 13-14 de octubre    | Kyle Kirkwood       | Kyle Kirkwood       | Baltazar Leguizamón | Global Racing Group |
| 5     | C14   | NOLA Motorsports Park, Avondale               | 13-14 de octubre    |                     | Kyle Kirkwood       | Kyle Kirkwood       | Abel Motorsports    |
| 5     | C15   | NOLA Motorsports Park, Avondale               | 13-14 de octubre    | Kyle Kirkwood       | Kyle Kirkwood       | Abel Motorsports    |                     |
| 6     | C16   | Circuito de las Américas, Austin              | 19-21 de octubre    | Kyle Kirkwood       | Kyle Kirkwood       | Kyle Kirkwood       | Abel Motorsports    |
| 6     | C17   | Circuito de las Américas, Austin              | 19-21 de octubre    |                     | Benjamin Pedersen   | Kyle Kirkwood       | Abel Motorsports    |

- Fuente: f3americas.com[3]

## Campeonato

### Puntuaciones
| Posición | 1º | 2º | 3º | 4º | 5º | 6º | 7º | 8º | 9º | 10º |
| Puntos   | 25 | 18 | 15 | 12 | 10 | 8  | 6  | 4  | 2  | 1   |

### Campeonato de Pilotos
| Pos. | Pilotos                 | PIT | PIT | PIT | MDO | MDO | MDO | NJM | NJM | NJM | ROA | ROA | ROA | LOU | LOU | LOU | COTA | COTA | Puntos |
| ---- | ----------------------- | --- | --- | --- | --- | --- | --- | --- | --- | --- | --- | --- | --- | --- | --- | --- | ---- | ---- | ------ |
| 1    | Kyle Kirkwood           | 1   | 1   | 1   | 1   | 1   | 1   | 1   | 1   | 2   | 1   | 1   | 1   | 4   | 1   | 1   | 1    | 1    | 405    |
| 2    | Baltazar Leguizamón     | 2   | 2   | 2   | 3   | 3   | 2   | 2   | 4   | 1   | 2   | 3   | 3   | 1   | 2   | 2   | 5    | DNS  | 276    |
| 3    | Benjamin Pedersen       |     |     |     | 2   | 2   | 3   |     |     |     | 3   | 2   | 2   | 2   | 3   | 4   | 2    | 2    | 183    |
| 4    | Jacob Abel              |     |     |     |     |     |     | 3   | 3   | 3   | 5   | 4   | 4   | Ret | 5   | 3   | 6    | 4    | 124    |
| 5    | John Paul Southern, Jr. | 3   | Ret | 3   | Ret | 4   | 4   | 4   | 2   | Ret | Ret | DNS | DNS | Ret | DNS | Ret | 4    | 5    | 106    |
| 6    | Parker Locke            |     |     |     |     |     |     |     |     |     | 4   | 5   | Ret | 3   | 4   | 5   | 3    | 3    | 89     |
| 7    | Peter Portante          | 4   | NC  | Ret |     |     |     |     |     |     |     |     |     |     |     |     |      |      | 12     |
| –    | David Glassman          |     |     |     |     |     |     |     |     |     |     |     |     | WD  | WD  | WD  |      |      | –      |

| Color     | Resultado                                                               |
| --------- | ----------------------------------------------------------------------- |
| Oro       | Ganador                                                                 |
| Plata     | 2.ª plaza                                                               |
| Bronce    | 3.ª plaza                                                               |
| Verde     | Finalizó en los puntos                                                  |
| Azul      | Finalizó sin puntos                                                     |
| Azul      | NC - No clasificado                                                     |
| Violeta   | Ret - No terminó (Carrera)                                              |
| Rojo      | DNQ - No se clasificó                                                   |
| Negro     | DSQ - Descalificado                                                     |
| Blanco    | DNS - No empezó (carrera)                                               |
| Blanco    | WD - Retirado (fin de semana)                                           |
| Blanco    | C - Carrera cancelada                                                   |
| Sin color | DNP - Inscrito pero no participó                                        |
| Sin color | INJ - Lesionado                                                         |
| Sin color | EX - Excluido                                                           |
| Estado    | Resultado                                                               |
| Negrita   | Pole position                                                           |
| Cursiva   | Vuelta rápida                                                           |
| †         | Abandona, pero clasifica al completar el porcentaje requerido para ello |

- Fuente: f3americas.com[4]

### Campeonato de Equipos
| Pos. | Equipo               | Puntos |
| ---- | -------------------- | ------ |
| 1    | Abel Motorsports     | 529    |
| 2    | Global Racing Group  | 479    |
| 3    | Southern Motorsports | 106    |
| 4    | Importante Autosport | 12     |

- Fuente: f3americas.com[2]